# Mark Zurmühle
Mark Zurmühle (* 22. Februar 1953 in Zürich) ist ein Schweizer Schauspieler, Regisseur und Intendant.

## Leben
Mark Zurmühle liess sich nach einem abgebrochenen Studium der Theaterwissenschaft und Kunstgeschichte an der Universität Wien am Max Reinhardt Seminar zum Schauspieler und Regisseur ausbilden. Seine erste wichtige Rolle war 1977 die des Spitta in Die Ratten an der Freien Volksbühne Berlin unter der Regie von Rudolf Noelte.
Zurmühle spielte dann an den Münchner Kammerspielen und am Schillertheater Berlin, dort 1979 als Trofimow in Der Kirschgarten. In Paris gründete er 1982 eine eigene Theatergruppe, mit der er zwei Produktionen erarbeitete. Zu Beginn der 1980er Jahre etablierte er sich in Deutschland und in der Schweiz als Regisseur mit Inszenierungen unter anderem in Konstanz (Debüt mit Carl Sternheims Die Kassette), Bern, Luzern, Basel und Wuppertal.
Von 1984 bis 1988 war Mark Zurmühle Schauspieldirektor am Theater Basel, ab 1992 Hausregisseur am Nationaltheater Mannheim, wo er unter anderem Nathan der Weise (1993), Der Raub der  Sabinerinnen (1994/95) und Baumeister Solness (1995) inszenierte. Ab 1995 war er als festes Mitglied der Schauspielleitung am Staatstheater Hannover tätig, zu seinen Regiearbeiten hier zählten Romeo und Julia (1997), Tartuffe (1998) und erneut Nathan der Weise (1998). Von 1999 bis 2014 war er Intendant des Deutschen Theaters Göttingen. Seine freie Regietätigkeit setzte er beispielsweise am Maxim-Gorki-Theater in Berlin, am Thalia Theater Hamburg und am Schauspiel Frankfurt fort. In seiner letzten Inszenierung als Intendant des Deutschen Theaters brachte er Ay! Ay! Carmencita auf die Bühne, eine Eigenproduktion des gesamten Teams.